# Wendy Palmer
Wendy Palmer, po mężu Daniel (ur. 12 sierpnia 1974 w Timberlake) – amerykańska koszykarka występująca na pozycji skrzydłowej, wicemistrzyni WNBA, po zakończeniu kariery zawodniczej trenerka koszykarska.
Została pierwszą zawodniczką w historii drużyny Virginia Cavaliers, która uzyskała co najmniej 1000 punktów oraz zbiórek. Ustanowiła także rekord drużyny w liczbie punktów (39), uzyskanych podczas pojedynczego spotkania przeciw uczelni Maryland w sezonie 1994/95.
Karierę zawodniczą zakończyła przedwcześnie z powodu kontuzji ścięgna Achillesa w lewej stopie.

## Osiągnięcia
Na podstawie, o ile nie zaznaczono inaczej.

### NCAA
- Uczestniczka rozgrywek:
  - Elite 8 turnieju NCAA (1993, 1995, 1996)
  - Sweet 16 NCAA (1993–1996)
- Mistrzyni:
  - turnieju konferencji Atlantic Coast (ACC – 1993)
  - sezonu regularnego ACC (1993–1996)
- Zawodniczka roku konferencji ACC (1995, 1996)
- Zaliczona do:
  - składu Kodak All-American (1995, 1996)
  - I składu All-ACC (1994–1996)
- Drużyna Virginia Cavaliers zastrzegła koszulkę z jej numerem

### WNBA
- Wicemistrzyni WNBA (2004)
- Największy postęp WNBA (2004)
- Zaliczona do II składu WNBA (1997)
- Uczestniczka meczu gwiazd WNBA (2000)

### Inne
Drużynowe
- Brąz:
  - Euroligi (1999)
  - EuroCup (2004)
- Finalistka pucharu:
  - Turcji (1999)
  - Prezydenta Turcji (1999)

Indywidualne
- Laureatka Black Legends of Professional Basketball John Isaacs Service Award
- Uczestniczka meczu gwiazd ligi włoskiej

### Reprezentacja
- Zdobywczyni Pucharu Jonesa (1994)[4]